# 劉好禮
刘好礼（1227年—1288年），字敬之，元朝汴梁祥符（今河南开封市西）人。
他的父亲刘仲泽，金朝大理评事，遥授同知许州，定居保定路的完州。刘好礼通晓蒙古语。1255年刘好礼被征辟为廉访府参议、永兴府达鲁花赤。至元元年（1264年），得忽必烈召见，上言举人材等事。至元七年（1270年），担任益兰州（在今俄罗斯叶尼塞河上游唐努山北麓）等五部断事官，在益兰州修建粮仓，设置传舍，作为治所。请朝廷遣工匠教当地人民制作陶器、舟船和冶铁。至元十年（1273年），被反元的西北诸王擒获，差点被杀，后来被释放。至元十七年（1280年），又被扣留，逃回朝中。至元十八年（1281年），授嘉议大夫、澧州路总管。至元十九年（1282年），入朝为历任刑部尚书、礼部尚书、吏部尚书。至元二十一年（1284年），出为北京路总管。后入朝为户部尚书。至元二十五年（1288年）六月，去世，年六十二岁。其子刘晸，官至河西陇右道肃政廉访使。